# Powiat Trebnitz

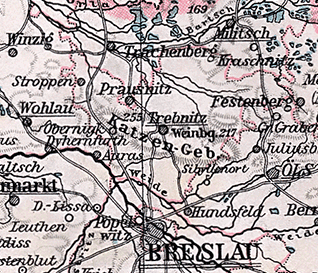
Powiat Trebnitz

Powiat Trebnitz (niem. Kreis Trebnitz, pol. powiat trzebnicki) – niemiecki powiat istniejący w okresie od 1742 do 1945 r. na terenie Śląska.
Po podziale prowincji Śląsk w 1816 r. powiat Trebnitz włączono do rejencji wrocławskiej. W 1939 r. Kreis Trebnitz przemianowano na Landkreis Trebnitz. W 1945 r. terytorium powiatu zajęła Armia Czerwona, i znalazł się on pod administracją polską.
W 1910 r. powiat obejmował 269 gmin o powierzchni 820,11 km² zamieszkanych przez 52.453 osób.